# 長尾誠夫
長尾 誠夫（ながお せいお、1955年 - ）は日本の作家。愛媛県生まれ。東京学芸大学卒業。

## 略歴
都立高等学校の教員を勤める傍ら1986年（昭和61年）「源氏物語人殺し絵巻」で第4回サントリーミステリー大賞読者賞を受賞しデビュー。以降、歴史ミステリー小説から王道の歴史小説までを手掛ける。「早池峰山の異人」で第４５回日本推理作家協会賞短編部門候補となる。

## 作品リスト
※ 単行本の刊行順に記す。
- 源氏物語人殺し絵巻（1986年8月、文藝春秋、1989年8月、文春文庫） ISBN 4-16-750801-X
- 秀吉秘峰の陰謀 佐々成政の飛騨雪中行（1988年9月、祥伝社、1992年12月、副題を削除した上祥伝社ノン・ポシェット） ISBN 4-396-32290-9
- 邪馬台国殺人考（1989年9月、文藝春秋） ISBN 4-16-311210-3
- 異説・壬申の乱（1994年12月、新人物往来社） ISBN 4-404-02165-8
- 黄泉国の皇子（1995年1月、祥伝社） ISBN 4-396-63078-6
- 柴田勝家 「鬼」と呼ばれた猛将（1997年10月、PHP研究所PHP文庫） ISBN 4-569-57062-3
- 神隠しの村 遠野物語異聞（2001年8月、桜桃書房） ISBN 4-7567-1145-6
- 前田利家（2001年10月、幻冬舎幻冬舎文庫） ISBN 4-344-40174-3
- 子規と漱石のプレイボール（2014年4月、ぴあ）
- 鬼譚　～闇のホムンクルス～　（2016年9月、朝日メディアインターナショナル）
- 中学受験　まんがで学ぶ　国語がニガテな子のための読解力を身につける７つのコツ　説明文編　(２０１７年４月　ダイヤモンド社)
- ３日間で完成　センター国語(現代文・古文・漢文)で確実に８割とる方法(２０１７年７月　彩図社)
- ３日間で完成　共通テスト国語で確実に７割とる方法(２０２０年８月　彩図社)
- 中学受験　まんがで学ぶ　国語がニガテな子のための読解力を身につける７つのコツ　物語文編　(２０２１年１２月　学研プラス)
- 清少納言と学ぶ古典文法　～タイムスリップして平安時代の才女から古文を教わることになりました～(２０２２年３月　彩図社)

※アンソロジー
「ミステリーが好き」雨の会編(新潮社)「異説・羅生門」を収録
「反逆の系譜」(福武書店)「蝦夷大乱」を収録
「あの人の殺意」日本推理作家協会編(講談社)「早池峰山の異人」を収録
「神隠し譚」(桜桃書房)「早池峰山の異人」を収録